# 烏梁海邊疆區

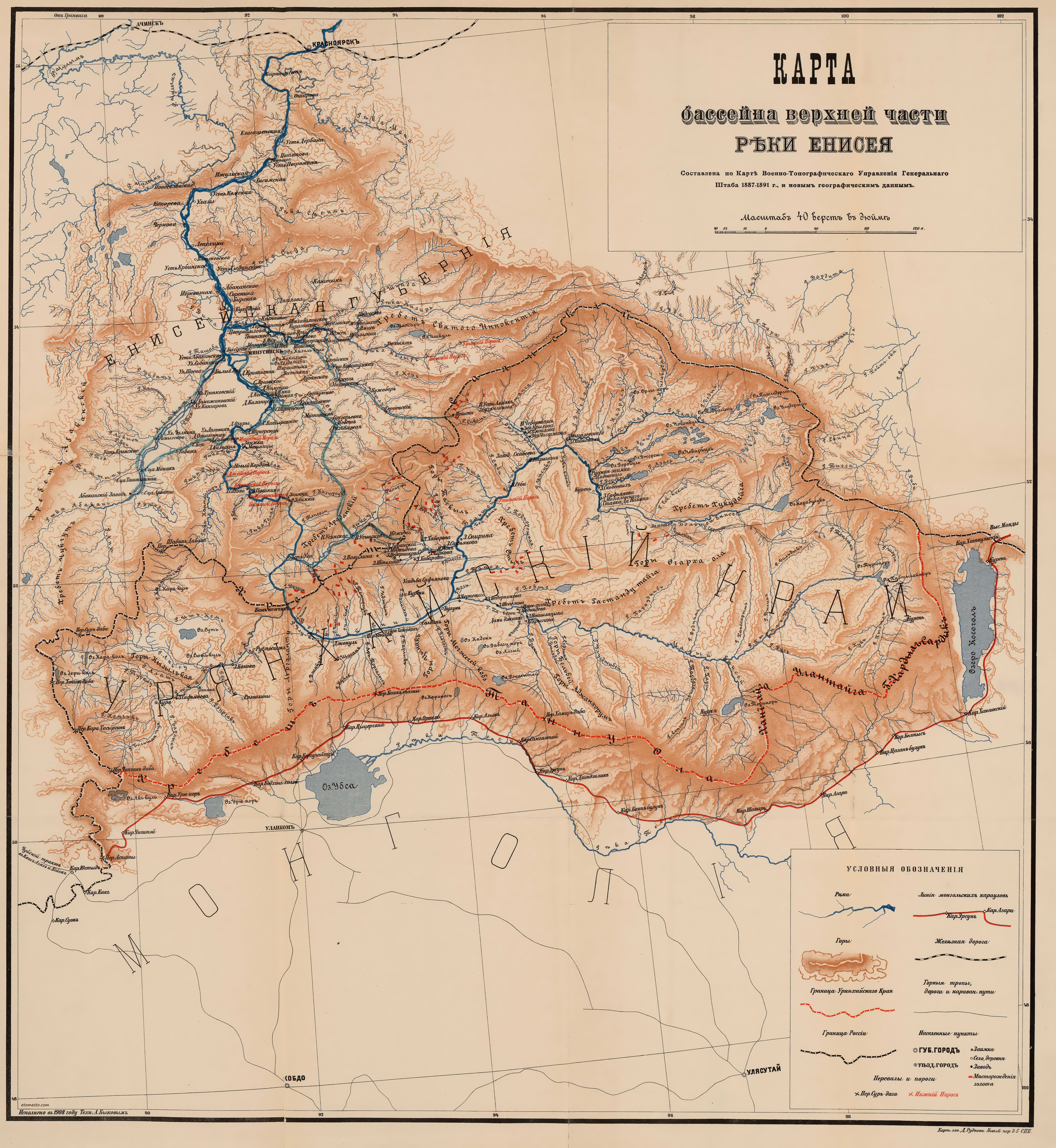
1908年俄罗斯水文学家弗·米·罗德维奇绘制的乌梁海边疆区地图

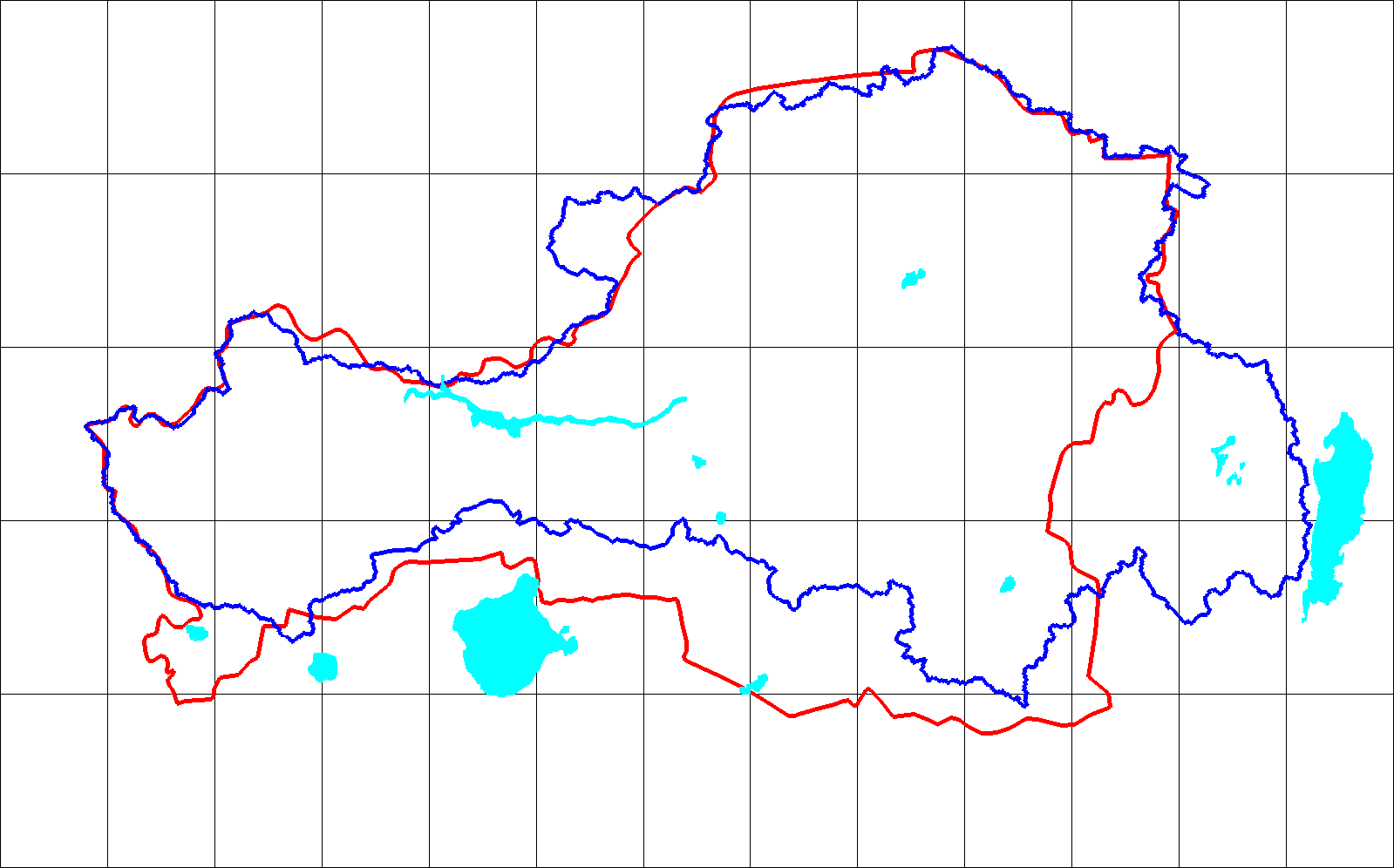
图瓦在1914年的领土边界（蓝色），图瓦在1954年的领土边界（红色）

烏梁海边疆区是一個位於今圖瓦共和國的俄罗斯帝国保護國，存在于1914年至1921年。

## 历史
在辛亥革命和1911年12月1日外蒙古獨立後，唐努烏梁海的諾顏们成立乌梁海共和国。1912年，俄军以当地俄國移民遭襲擊為藉口，派兵進入唐努烏梁海，中部二十七佐领皆为沙俄侵占。而在赛音诺颜部所属的乌梁海，“辛亥后俄人驱逐贝子，擅派一喇嘛名金巴（Чымба）者为总管，管辖十七苏木”，也被称为贝子旗。随后，唐努旗副都統銜總管貢布多爾濟和克穆齐克旗总管巴彦巴达尔呼上书俄国沙皇請求将乌梁海交由俄羅斯保護，虽然副都统衔总管属下其他两个旗的总管希望加入库伦的大蒙古国，但在俄军压力下只能效仿。1913年秋天，另外兩旗的諾顏改變態度，也向沙俄政府遞交希望併入俄國的請願書。沙皇尼古拉二世同意请求，于1914年4月17日成立了乌梁海边疆区，乌梁海成为俄国的一个保护国。該地區被納入葉尼塞省，政治和外交事務移交給伊爾庫茨克總督。然而无论是蒙古的博克多汗还是中国北洋政府均不承认俄国对其的统治，仍然将该地视为外蒙古的一部分。
二月革命後，烏梁海边疆区繼續作為一個保護國留在俄羅斯，在俄國內戰期间（1918年—1921年），烏梁海边疆区分別被白軍和中華民國軍隊佔領。在苏俄紅軍支持下，俄國移民和图瓦官员于1921年8月14日成立圖瓦人民共和國，并于同年10月29日组建圖瓦人民革命黨。

## 历任官员

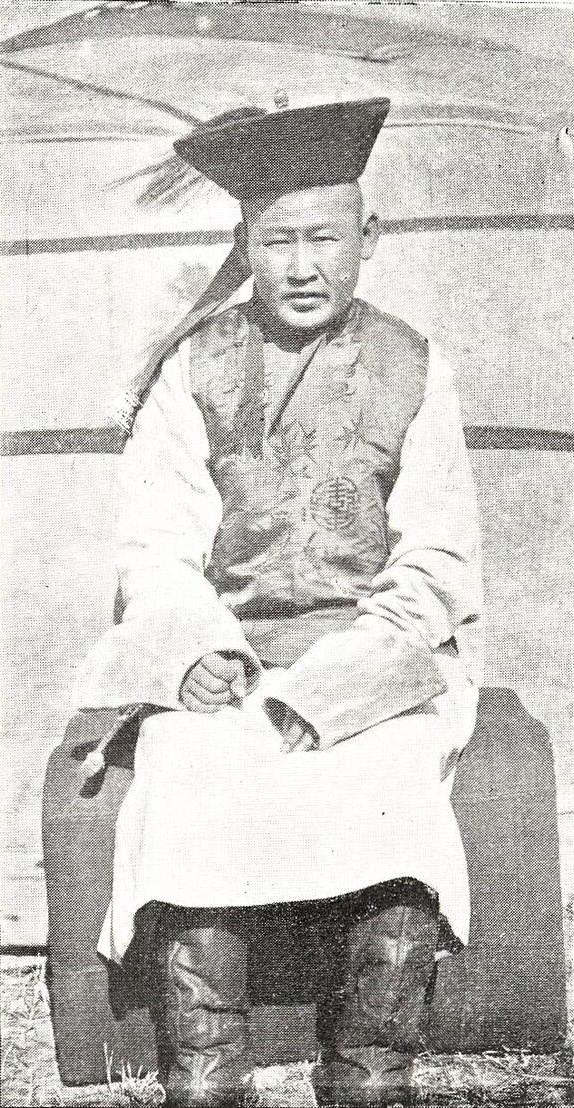
貢布多爾濟，攝於1905年

图瓦受俄国保护後仍沿袭清代“安办诺颜”的官名，同时受外蒙古博克多汗的封号。按蒙古族人名惯例，名字包括前面的父名。「得木齐」為执事喇嘛之称号。俄国国家杜马于1914年6月21日通过立法，设立“乌梁海边区事务专员”驻扎别洛察尔斯克（克孜勒）。

### 图瓦官员
- 鄂勒哲依瓦齐尔·贡布多尔济（Oyun Ölzey-Ochur oglu Kombu-Dorzhu），共戴四年至五年（1914-1915）[4]
- 伊尔吉特·阿官—得木齐（Irgit Agbaan-Demchi，又译“阿格旺、那旺”），共戴五年至六年（1915-1916）[4]
- 贡布多尔济·苏达那木伯勒珠尔（Oyun Kombu-Dorzhu oglu Sodunam-Balchyr），共戴六年至十一年（1916-1921）[4]

### 俄国机构
- 乌梁海边疆区事务专员办公室（Управление комиссара по делам Урянхайского края）：1885年12月30日由沙皇亚历山大三世授权建立。主要负责俄罗斯人在乌梁海的贸易发展，加强俄罗斯定居者和图瓦人的关系。1912年，它的职能移交给边境事务负责人，在宣布俄罗斯对图瓦的保护后，它的职能交给了乌梁海边区事务专员。1918年3月，依照“第四届图瓦的俄罗斯人民大会”的决定被废除。[5]
- 乌梁海俄罗斯居民负责人办公室（Управление заведующего устройством русского населения в Урянхае）：成立于1913年7月，负责处理俄罗斯对乌梁海的殖民化问题。1918年3月，根据在别洛察尔斯克举行的“第四届图瓦的俄罗斯人民大会”之决定废除了该机构。[5]
- 乌梁海地区工农代表理事会执行委员会（Исполнительный комитет Урянхайского краевого Совета рабочих и крестьянских депутатов）：1917年12月，在“第三届图瓦的俄罗斯人民大会”上，宣布成立工人和农民代表委员会。1918年3月，在第四届大会上，乌梁海地区工人和农民代表委员会成立。1918年10月，高尔察克政权在乌梁海成立时一度废除。1921年，该委员会在布尔什维克革命成功后正式结束。[5]
- 乌梁海地区革命法庭（Урянхайский краевой революционный трибунал）：于1918年春天根据苏俄政府的指示创建，旨在打击反革命并保护该地区工人的利益。1918年10月由高尔察克白军清算。
- 乌梁海边疆区警务督察署（Инспектура милиции Урянхайского края）：由俄国临时政府于1917年成立，1918年起执行西伯利亚临时政府的命令。由乌梁海事务专员、警务督察、地区民兵首脑组成。1919年该地区的俄国政权被驱逐後自然废除。[5]

## 备注
1. ↑  滿蒙语混合词，安办即满语“Amban”，诺颜即蒙语“Noyan”，均意为高级官员，即唐努旗副都统衔总管的俗称。